# Tahlequah
Pour la communauté non incorporée située dans l’État de Washington, voir Tahlequah (Washington).
La ville de Tahlequah (en anglais [ˈtæləkwɑː], en cheyenne ᏓᎵᏆ) est le siège du comté de Cherokee, dans l’État d’Oklahoma, aux États-Unis. Sa population s’élevait à 15 753 habitants lors du recensement de 2010, estimée à 16 736 habitants en 2017.
Tahlequah est la capitale de deux tribus cherokees, la Nation Cherokee et l’United Keetoowah Band of Cherokee Indians (en). 

## Toponymie
Le mot Tahlequah dériverait du mot cherokee « Ta'ligwu » signifiant « juste deux » ou « deux est suffisant ». Le « deux » ferait référence à une réunion qui aurait eu lieu probablement juste après la Piste des Larmes. Trois chefs indiens auraient prévu de se rencontrer pour déterminer le lieu de la capitale des Cherokees. Deux des chefs auraient attendu en vain le troisième et finalement auraient décidé que « deux suffisent ». Plus vraisemblablement le nom de la ville proviendrait de l'ancienne ville cherokee « Great Tellico », orthographe anglaise pour désigner le mot cherokee « Teliqwa » dont le sens n'est pas connu mais qui pourrait signifier « plaines ».

## Démographie
| Groupe            | Tahlequah | Oklahoma | États-Unis |
| ----------------- | --------- | -------- | ---------- |
| Blancs            | 53,8      | 72,2     | 72,4       |
| Amérindiens       | 30,0      | 8,6      | 0,9        |
| Métis             | 8,7       | 5,9      | 2,9        |
| Autres            | 3,7       | 4,1      | 6,2        |
| Afro-Américains   | 2,4       | 7,4      | 12,6       |
| Asiatiques        | 1,3       | 1,7      | 4,8        |
| Océaniens         | 0,1       | 0,1      | 0,2        |
| Total             | 100       | 100      | 100        |
|                   |           |          |            |
| Latino-Américains | 9,8       | 8,85     | 16,7       |

Selon l'American Community Survey pour la période 2010-2014, 92,21 % de la population âgée de plus de 5 ans déclare parler l'anglais à la maison, 4,67 % déclare parler l'espagnol, 2,23 % le cherokee et 0,89 % une autre langue.
La population amérindienne est composée de Cherokees, qui représentent 28,5 % de la population totale de la ville.

## Éducation

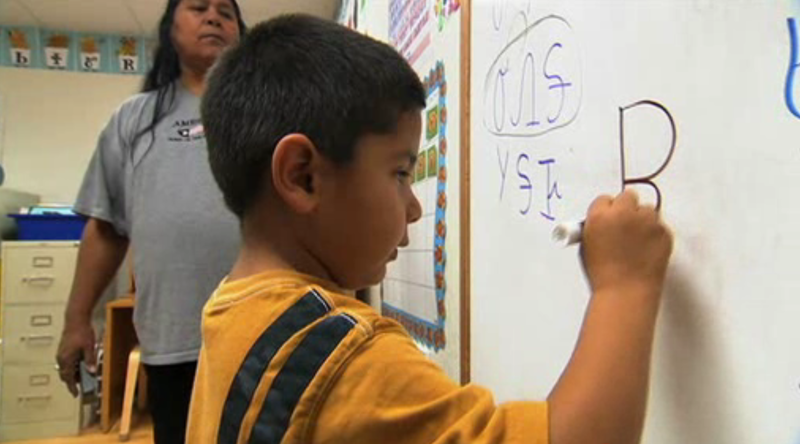
École d'enseignement par immersion linguistique en cherokee.

Le campus principal de l'université d'État Northeastern se trouve à Tahlequah.